# 黃會
黃會（1421年—？），字吉劭，江西撫州府臨川縣人，民籍，明朝政治人物。進士出身。

## 生平
江西鄉試第十五名。景泰五年（1454年）甲戌科會試第二百三十六名，殿試登進士第二甲第五十九名。

## 家族
曾祖黃季恭。祖父黃宗彝，曾任州同知。父亲黃功名。